# Hans Breuer
Hans Breuer   (Colònia, 27 d'abril de 1868 - Perchtoldsdorf, 11 d'octubre de 1929) fou un cantant alemany.
En un principi es dedicà al comerç, però al cap de poc temps abandonà la col·locació que gaudia entrant d'amanuense en una notaria. Entretant es va convèncer de què podia treure partit de la seva veu, i freqüentà durant sis mesos el Conservatori de la seva ciutat nadiua, alendat pels consells de Julius Knieses aleshores director dels Festival de Bayreuth, el qual el va comprometre pel festival.
Amb tan eficaç suport, estudià no tan sols els rols wagnerians que enquadraven amb la seva aptitud, sinó també els de Mozart, i Weber. El 1894 ja actuà en els festivals de Bayreuth, i el 1896 i 1897 la seva excel·lent veu assolí grans aplaudiments.
En un viatge que va fer als Estats Units i un altre a Anglaterra recollí nous llorers. El 1930 fou una de les primeres figures en el teatre Hofoper, de Viena. Breuer també formà part dels elements de més vàlua en els festivals de Bayreuth i Múnic.